# Ladislau Salles
Ladislau Salles foi um médico e político brasileiro do estado de Minas Gerais. Foi prefeito de Governador Valadares de 31 de janeiro de 1955 a 31 de janeiro de 1959 e Secretário de Estado de Saúde de Minas Gerais de 8 de janeiro de 1963 a 1 de abril de 1964. Foi também deputado estadual em Minas Gerais durante o período de 1959 a 1963 (4ª Legislatura) pelo PTB. Atuou na 5ª Legislatura (1963 - 1967) como suplente, tendo exercido o mandato de 9 de abril de 1964 a 5 de agosto de 1965.